# تاريخ اللغة الإسبانية
اللغة الإسبانية (بالإسبانية: Español)‏ أو القشتالية (بالإسبانية: Castellano)‏
هي اللغة الرسمية للمملكة الإسبانية وهي أيضاً الرسمية لمعظم بلدان أمريكا اللاتينية، وإحدى اللغتين اللتين يتكلم بهما سكان بورتوريكو ويتكلم اللغة الإسبانية مابين 322 إلى 400 مليون شخص كلغة أم على النطاق العالمي، وهي أكثر اللغات الرومانالسية انتشاراً.
يطلق على اللغة الإسبانية، المستخدمة في أسبانيا الإسبانية القشتالية. نسبة لمنطقة قشتالة، وكانت اللغة الوطنية للقشتاليين، يعتقد بأنها نشأت في كوردييرا، في شمال إسبانيا. وقد انتشرت في جميع أنحاء إسبانيا في القرنين الثامن والتاسع الميلادي. بينما تُعرف الإسبانية المستخدمة في أمريكا اللاتينية، الإسبانية الأمريكية. إن الإسبانية القشتالية والإسبانية الأمريكية هما في الأساس متماثلتان، غير أن هناك اختلافات قليلة بينهما في النطق والـمفردات. بالإسبانية كما في الـعربية تنقسم الأسـماء إلى مذكر ومؤنث، ولكن هناك بعض الأسماء القليلة المحايدة؛ أي التي لا تنتمي لجنس المذكر ولا المؤنث. ترتيب الكلمات الاعتيادي هو فاعل، فعل، مفعول به.